# Entomacrodus textilis
Entomacrodus textilis és una espècie de peix de la família dels blènnids i de l'ordre dels perciformes.

## Morfologia
- Els mascles poden assolir 6 cm de longitud total.[4][5]

## Reproducció
És ovípar.

## Alimentació
Menja principalment algues.

## Hàbitat
És un peix marí de clima tropical i associat als esculls de corall que viu entre 0-1 m de fondària.

## Distribució geogràfica
Es troba a Santa Helena i l'Illa Ascensió.